# Тонски назив
Тонски називи, у кинеском и вијетнамском језику, су имена дана тоновима које ти језици користите.

## Кинески језик
Кинески језик има четири имена тона у средњокинеском језику, наиме пинг шенг (平聲), шанг шенг (上聲), ћи шенг (去聲), и жу шенг (入聲), који се у језичној литератури, понекад зову равни, узлазни, излазни и улазни тонови. Жу шенг слогови произлазе из слогова у средњем кинеском језику који се завршавају са -п, -т или -к.
Оригинално, сваки од назива пинг, шанг, ћи, и жу су сами говорени у тону који означавају. Међутим, у неким модерним дијалектима, то више није истинито, тај губитак сагласности је најистакнутији у мандаринском језику који сада има назив жу за један изговор што више није у жу шенг тону.
У модерним дијалектима, слогови који произлазе од ових четири средњокинеских тонских класа могу бити раздвојени у две регистре, јин (陰) и јанг (陽), и понекад се зову горњи и доњи регистри односно, иако то може бити погрешан назив, јер неки дијалекти који имају јин дељење могу излагати тонску висину која је нижа, и обратно, јанг регистар може излагати вишу тонску висину. 
Дакле, када се четири тонске класе поделе, добија се осам врста тона.
јин пинг, пинг јанг, јин шанг, шанг јанг, јин ћи, јанг ћи, жу јин и јанг жу.
Кантонски језик има даље поделе жу јин тона, на тај начин излаже 9 тона. Остали дијалекти попут Хакка језика имају спојени шанг тон као и мандарински. Постоје неки дијалекти који имају компликован скуп поделе тонова, и јин и јанг су недовољни да покрију те изузетне случајеве.

## Вијетнамски језик
Вијетнамски је још један тонски језик. Стандардни вијетнамски изговор се темељи на говору из сјеверног вијетнамског Тонкин залива.